# Hyeolui Nu
Hyeolui Nu (hangul 혈의 누), comercialitzada internacionalment com a Blood Rain, és una pel·lícula dramàtica de misteri d’època de Corea del Sud. Un assassinat misteriós ambientat el 1808, toca els prejudicis històrics contra el Catolicisme romà al Regne de Joseon. Tot i que principalment un thriller d'època, el director Kim Dae-seung teixeix una barreja d'estils poc convencional: una trama de misteri de capsa de trencaclosques associada tradicionalment a la ficció policial, comentaris socials conscients de classe, cinematografia exuberant, escenografia i disseny de vestuari, i un xic de gore.

## Argument
És l'any 1808 a l'illa de Donghwa, una petita illa amb una fàbrica de paper tecnològicament avançada. La presència del molí ha donat lloc a un poble bulliciós, i ha donat als seus habitants un cert grau de riquesa. Amb un clima i arbres perfectament adequats per a la fabricació de paper, i una ubicació prou remota per garantir la privadesa i el secret, l'illa ha establert un negoci rendible en paper d'alta qualitat, amb rutes comercials que s'estenen fins a la Xina.
Aquesta illa aïllada i en gran part autònoma comença a estar afectada per una sèrie d'assassinats horripilants. No obstant això, no és sols el creixent nombre de morts el que està causant preocupació als residents, sinó la manera sàdica i metòdica en què van ser assassinades les víctimes. Amb l'assassí encara solt, el govern envia l'investigador especial Wonkyu per resoldre el cas. Mentre duia a terme la seva obstinada investigació, aviat descobreix una infinitat de secrets ocults, remuntant els assassinats a un incident ocorregut uns set anys abans, en què l'antic propietari del molí va ser executat per practicar el catolicisme. La gent del poble, per la seva banda, està convençuda que el fantasma del mort ha tornat per venjar-se. A mesura que el jove oficial aprofundeix en el passat fosc de l'illa, Wonkyu descobreix que pot haver-hi alguna cosa encara més aterridor que els assassinats o l'assassí, una veritat que el farà qüestionar les profunditats de la naturalesa humana.

## Repartiment
- Cha Seung-won com a Wonkyu[3]
- Park Yong-woo com a In-kwon[4]
- Ji Sung com a Du-ho
- Yoon Se-ah com a So-yeon
- Choi Ji-na com a Manxin
- Oh Hyun-kyung com a Kim Chi-sung
- Choi Jong-won com a emissari reial Choi
- Chun Ho-jin com a agent de la comissió Kang

## Premis i nominacions
2005 Chunsa Film Art Awards
- Millor pel·lícula
- Millor director: Kim Dae-seung
- Millor actor secundari: Park Yong-woo
- Millor fotografia: Choi Young-hwan
- Millor muntatge: Kim Sang-bum, Kim Jae-bum
- Millor il·luminació: Kim Sung-kwan
- Premi tècnic – Shin Jae-ho

2005 Grand Bell Awards
- Millor direcció d'art - Min Eon-ok
- Millor disseny de vestuari: Jung Kyung-hee
- Nominació - Millor pel·lícula
- Nominació - Millor director - Kim Dae-seung
- Nominació - Millor actor secundari - Park Yong-woo
- Nominació – Millor guió original – Lee Won-jae
- Nominació – Millor fotografia – Choi Young-hwan
- Nominació – Millor muntatge – Kim Sang-bum, Kim Jae-bum
- Nominació - Millor il·luminació - Kim Sung-kwan
- Nominació - Millor planificació - Kim Mi-hee
- Nominació - Millors efectes visuals - Han Tae-jeong (Insight Visual), Jeong Do-an (Demolició), Shin Jae-ho (Mage)

2005 Blue Dragon Film Awards
- Premi tècnic: Shin Jae-ho (efectes especials de maquillatge)
- Nominació - Millor pel·lícula
- Nominació - Millor director - Kim Dae-seung
- Nominació - Millor actor secundari - Park Yong-woo
- Nominació – Millor fotografia – Choi Young-hwan
- Nominació - Millor il·luminació - Kim Sung-kwan
- Nominació – Millor direcció artística – Min Eon-ok

2005 Premis del Cinema Coreà
- Millor actor secundari: Park Yong-woo
- Millor direcció d'art - Min Eon-ok
- Millors efectes visuals: Shin Jae-ho
- Millor so: Kim Suk-won, Kim Chang-seop
- Nominació - Millor director - Kim Dae-seung
- Nominació - Millor actriu secundària - Choi Ji-na
- Nominació - Millor actriu revelació - Yoon Se-ah
- Nominació – Millor guió – Lee Won-jae
- Nominació – Millor fotografia – Choi Young-hwan
- Nominació - Millor música - Jo Yeong-wook

2006 Festival Internacional de Cinema Fantàstic de Yubari
- Gran Premi

2006 Baeksang Arts Awards
- Millor pel·lícula
- Nominació - Millor actor - Cha Seung-won
- Nominació – Millor guió – Lee Won-jae

2006 Festival Internacional de Cinema de Brisbane
- Premi NETPAC[6]